# أولاد عبو (سيدي غانم)
أولاد عبو هي إحدى مشيخات المملكة المغربية، تتبع جغرافيا لإقليم الرحامنة وإداريًا لسيدي غانم. يقدر عدد سكانها بـ 35724 نسمة حسب الإحصاء الرسمي للسكان والسكنى لسنة 2004.